# ذو أشعار أملودية
ذو الأشعار الأملودية (الاسم العلمي: Gerrhopilus)، جنس ثعابين من فصيلة ثعابين هندوملاوي العمياء.

## النطاق الجغرافي
يتكون الجنس من 21 نوع توجد في جنوب آسيا، جنوب شرق آسيا، وميلانيزيا.

## الأنواع
- Gerrhopilus addisoni Kraus, 2017
- Gerrhopilus andamanensis (Stoliczka, 1871)
- Gerrhopilus ater (هيرمان شليغل, 1839)
- Gerrhopilus beddomii (جورج ألبرت بولينغر, 1890)
- Gerrhopilus bisubocularis (أوسكار بوتجر, 1893)
- Gerrhopilus ceylonicus (مالكولم سميث, 1943)
- Gerrhopilus depressiceps (Sternfeld, 1913)
- Gerrhopilus eurydice Kraus, 2017
- Gerrhopilus floweri (Boulenger, 1899)
- Gerrhopilus fredparkeri (Wallach, 1996)
- Gerrhopilus hades (Kraus, 2005)
- Gerrhopilus hedraeus (Savage, 1950)
- Gerrhopilus inornatus (Boulenger, 1888)
- Gerrhopilus lestes Kraus, 2017
- Gerrhopilus manilae (إدوارد هاريسون تايلور, 1919)
- Gerrhopilus mcdowelli (Wallach, 1996)
- Gerrhopilus mirus (جورجيو جان, 1860)
- Gerrhopilus oligolepis (Wall, 1909)
- Gerrhopilus persephone Kraus, 2017[2]
- Gerrhopilus thurstoni (Boettger, 1890)
- Gerrhopilus tindalli (M.A. Smith, 1943)

تنبيه: تشير الأسماء العلمية التي بين قوسين أن النوع في الأصل لم يوصف في جنس ذو الأشعار الأملودية.